# Zuid-Duits voetbalkampioenschap 1916/17
In 1916/17 werd het achttiende voetbalkampioenschap gespeeld dat georganiseerd werd door de Zuid-Duitse voetbalbond. Stuttgarter Cickers werd kampioen, maar er was geen verdere eindronde meer om de Duitse landstitel.

## Südkreis

### Halve finale
| Team 1                 | Uitslag | Team 2          |
| ---------------------- | ------- | --------------- |
| FC Stuttgarter Cickers | 10:0    | 1. FC Pforzheim |

### Finale
| Team 1                 | Uitslag | Team 2         |
| ---------------------- | ------- | -------------- |
| FC Stuttgarter Cickers | 10:3    | Straßburger FV |

## Nordkreis
| Plaats | Club                             | Wed. | W | G | V | Saldo | Ptn. |
| ------ | -------------------------------- | ---- | - | - | - | ----- | ---- |
| 1.     | FSV Frankfurt                    | 4    | 3 | 0 | 1 | 16:4  | 6:2  |
| 2.     | Frankfurter FV Amicitia und 1902 | 4    | 2 | 0 | 2 | 11:7  | 4:4  |
| 3.     | Viktoria Aschaffenburg           | 4    | 1 | 0 | 3 | 2:18  | 2:6  |

|  | Geplaatst voor eindronde |

## Ostkreis

### Kwalificatie
| Team 1            | Uitslag  | Team 2         |
| ----------------- | -------- | -------------- |
| FA Bayern München | 8:2 5:0  | MTV Ingolstadt |
| SpVgg Fürth       | 2:2, 2:1 | 1. FC Nürnberg |

### Eindronde
|  | halve finale      | halve finale | halve finale | halve finale |  |                   | finale | finale | finale | finale |
|  |                   |              |              |              |  |                   |        |        |        |        |
|  |                   |              |              |              |  |                   |        |        |        |        |
|  | FA Bayern München | 7            | 6            | 13           |  |                   |        |        |        |        |
|  | TV Regensburg     | 0            | 0            | 0            |  |                   |        |        |        |        |
|  |                   |              |              |              |  | FA Bayern München | 2      | 1      | 3      |        |
|  |                   |              |              |              |  | SpVgg Fürth       | 3      | 1      | 4      |        |
|  | SpVgg Fürth       | 9            | 6            | 15           |  |                   |        |        |        |        |
|  | Kickers Würzburg  | 0            | 1            | 1            |  |                   |        |        |        |        |

## Eindronde
| Plaats | Club                   | Wed. | W | G | V | Saldo | Ptn  |
| ------ | ---------------------- | ---- | - | - | - | ----- | ---- |
| 1.     | FC Stuttgarter Cickers | 6    | 4 | 2 | 0 | 21:5  | 10:2 |
| 2.     | SpVgg Fürth            | 6    | 3 | 1 | 2 | 16:7  | 7:5  |
| 3.     | FSV Frankfurt          | 6    | 3 | 0 | 3 | 4:12  | 6:6  |
| 4.     | FC Pfalz Ludwigshafen  | 6    | 0 | 1 | 5 | 2:19  | 1:11 |

|  | Kampioen |